# Marcela Pírková
Marcela Pírková (* 25. Januar 1996 in Brünn) ist eine tschechische Leichtathletin, die sich auf den Sprint spezialisiert hat.

## Sportliche Laufbahn
Erste internationale Erfahrungen sammelte Marcela Pírková im Jahr 2016, als sie bei den Europameisterschaften in Amsterdam im 200-Meter-Lauf mit 24,03 s in der ersten Runde ausschied. Im Jahr darauf erreichte sie bei den U23-Europameisterschaften in Bydgoszcz das Halbfinale und schied dort mit 23,54 s aus. Mit der 4-mal-400-Meter-Staffel belegte sie in 3:38,13 min den achten Platz und mit der 4-mal-100-Meter-Staffel wurde sie im Vorlauf disqualifiziert. Anschließend startete sie bei der Sommer-Universiade in Taipeh, bei der sie über 200 Meter mit 24,11 s im Halbfinale ausschied. 2018 schied sie bei den Hallenweltmeisterschaften in Birmingham mit der 4-mal-400-Meter-Staffel mit 3:34,90 min in der Vorrunde aus und im August nahm sie über 200 Meter erneut an den Europameisterschaften in Berlin teil, scheiterte dort aber mit 23,72 s in der ersten Runde und erreichte auch mit der tschechischen 4-mal-100-Meter-Staffel in 44,12 s nicht das Finale. Bei den IAAF World Relays 2019 in Yokohama erreichte sie mit der 4-mal-100-Meter-Staffel mit 44,67 s nicht das Finale und erreichte anschließend bei den Europaspielen in Minsk im 100-Meter-Lauf in 11,75 s Rang 19. Daraufhin erreichte sie bei den Studentenweltspielen in Neapel über 100 und 200 Meter das Halbfinale, in dem sie mit 11,79 s und 23,89 s ausschied. 2021 erreichte sie bei den Halleneuropameisterschaften in Toruń das Halbfinale über 60 Meter, ging dort aber nicht mehr an den Start. 
2023 belegte sie bei den Halleneuropameisterschaften in Istanbul in 3:31,26 min den vierten Platz in der 4-mal-400-Meter-Staffel. Im Jahr darauf war sie Teil der Frauenstaffel bei den World Athletics Relays auf den Bahamas und anschließend wurde sie bei den Europameisterschaften in Rom im Vorlauf disqualifiziert. 2025 gelangte sie bei den Halleneuropameisterschaften in Apeldoorn mit 3:19,17 min auf den sechsten Platz in der Mixed-Staffel.
2019 wurde Pírková tschechische Meisterin im 200-Meter-Lauf sowie in der 4-mal-100-Meter-Staffel und 2020 siegte sie über 100 Meter sowie 2020 und 2022 und 2024 in der 4-mal-100-Meter-Staffel. In der Halle wurde sie 2017 Meisterin im 400-Meter-Lauf sowie 2018, 2022 und 2024 in der 4-mal-200-Meter-Staffel und 2021 siegte sie im 60- und 200-Meter-Lauf.

## Persönliche Bestleistungen
- 100 Meter: 11,51 s (+1,6 m/s), 26. Juli 2019 in Brünn
  - 60 Meter (Halle): 7,34 s, 20. Februar 2021 in Ostrava
- 200 Meter: 23,30 s (+1,2 m/s), 28. Juni 2017 in Ostrava
  - 200 Meter (Halle): 23,24 s, 21. Februar 2021 in Ostrava
- 400 Meter: 53,39 s, 30. Juli 2023 in Tábor
  - 400 Meter (Halle): 52,86 s, 19. Februar 2023 in Ostrava